# Кононовка (Рязанская область)
Кононовка — деревня в Пителинском районе Рязанской области. Входит в Ермо-Николаевское сельское поселение

## География
Находится в северо-восточной части Рязанской области на расстоянии приблизительно 9 км на север по прямой от районного центра поселка Пителино.

## История
В 1862 году здесь (тогда деревня Елатомского уезда Тамбовской губернии) было учтено 46 дворов.

## Население
Численность населения: 403 человека (1862 год), 574 (2014), 77 в 2002 году (русские 100 %), 50 в 2010.